# The Courage of Marge O'Doone
Pour plus de détails, voir Fiche technique et Distribution.
The Courage of Marge O'Doone est un film muet américain réalisé par David Smith, sorti en 1920.

## Synopsis
Michael O'Doone, sa femme Margaret et sa fille Marge sont des colons vivant dans le Nord-Ouest. Lors d'un voyage en plein hiver, Michael a un accident et ne rentre jamais chez lui. Pensant que son mari est mort, Margaret commence à perdre la raison, ce qui permet à Buck Tavish, un montagnard qui l'a toujours aimé, de l'enlever et de l'emmener dans sa cabane. Lorsqu'elle retrouve enfin ses esprits, elle part à la recherche de Michael O'Doone, laissant sa fille Marge derrière elle.
Des années plus tard, David Raine tombe sur la photographie d'une jeune fille et décide de la retrouver. Peu de temps après, il rencontre Rolland, un homme qui passe une grande partie de sa vie à aider les autres. En cherchant dans le désert, David trouve enfin la fille sur la photo, qui s'avère être Marge O'Doone. Il l'amène à la cabane de Rolland et là, ils découvrent à sa grande surprise que Rolland est en fait son père disparu, Michael O'Doone. Miraculeusement, toute la famille est réunie lorsque sa mère Margaret est retrouvée peu après.

## Fiche technique
- Titre : The Courage of Marge O'Doone
- Réalisation : David Smith
- Scénario : Robert N. Bradbury d'après le roman de James Oliver Curwood
- Pays de production :  États-Unis
- Format : noir et blanc - 1,33:1 - muet
- Genre : drame
- Date de sortie : 1920

## Distribution
- Pauline Starke : Marge O'Doone
- Niles Welch : David Raine
- George Stanley : Michael O'Doone
- Jack Curtis : Brokaw
- William Dyer : Hauck
- Boris Karloff : Tavish
- Billie Bennett : Margaret O'Doone
- James O'Neill : Jukoki